# В'язовські гори
В'язовські гори — височина в Зеленодольську районі Татарстану і Козловському районі Чувашії, на правому березі річки Волга, обмежені містом Козловка на заході, Волгою на півночі, рікою Свіяга на сході, річкою Секерка на півдні.. У В'язовських горах розташована пам'ятка природи, ланцюжок карстових озер Собакинські Ями.
У XX столітті у В'язовських горах добували будівельний камінь (селище Ізвєстковий).